# Província de Mutsu
La província de Mutsu és una antiga província del Japó situada en el que hui són les prefectures de Fukushima, Miyagi, Iwate i Aomori, així com les municipalitats de Kazuno i Kosaka en la prefectura d'Akita.
La província de Mutsu també es coneix com a Ōshū (奥州) o Michinoku (陸奥 o 道奥). El mot Ōu (奥羽) s'usa sovint per a referir-se a l'àrea combinada de Mutsu i la veïna província de Dewa, que formen la regió de Tōhoku.

## Història

### Invasió pel govern de Kinai
Mutsu, al nord d'Honshū, era una de les darreres províncies que es formaren quan la terra fou presa dels indígenes Emishi i n'esdevingué la més gran a mesura que s'expandia cap al nord. L'antiga capital del govern de Kinai fou Tagajô, en l'actual prefectura de Miyagi.
- 709 (Wadô 2, tercer mes), hi hagué un aixecament contra l'autoritat governamental a Mutsu i a la propera província d'Echigo. S'hi enviaren tropes per sotmetre la revolta.
- 712 (Wadô 5), Mutsu se separa de la província de Dewa. El Daijō-kan de l'emperadriu Genmei feu canvis cadastrals en el mapa provincial del període Nara, a l'any següent la província de Mimasaka se separà de la província de Bizen. La província de Hyûga se separà de la província d'Ôsumi, i la de Tanba de la de Tango.
- 718, els districtes de Shineha, Uda i Watari de la província de Mutsu, i els districtes de Kikuta i Iwaki de la d'Hitachi s'incorporaren a la província d'Iwaki.
- 801, Sakanoue no Tamuramaro conquesta Mutsu.
- 869 (Jôgan 10, cinqué mes): un terratrèmol sacseja Mutsu. Més de mil persones hi perderen la vida.[1]

### Prosperitat d'Hiraizumi
Al 1095, el clan Ōshū Fujiwara s'establí a Hiraizumi, sota la direcció de Fujiwara no Kiyohira. Volia "construir una ciutat que rivalitzara amb Kyoto com a centre cultural". El llegat del clan Ōshū Fujiwara hi roman en el temple Chûson-ji. Al 1189, Minamoto no Yoritomo envaí Mutsu amb tres grans forces, va matar a Fujiwara no Yasuhira i "tot el seu vast domini caigué en mans de Yoritomo".
Môtsû-ji no Hiraizumi era l'Amidadō de Shiramizu del clan Iwaki.

### Període Sengoku
Durant el període Sengoku, alguns clans governaren parts de la província. El clan Nanbu Morioka al nord. El clan Dati Iwadeyama i Sendai al sud. El clan Sôdt Nakamura al sud. El clan Iwaki Iinodaira al sud. El clan Uesugi tenia una ciutat castell a Wakamatsu, al sud.

### Després de la Guerra Boshin
Com a resultat de la Guerra Boshin, la província de Mutsu la dividí el govern Meiji el 19 de gener de 1869. Hi establí cinc províncies: Iwaki, Iwashiro, Rikuzen, Rikuchû i Mutsu. La província Meiji de Mutsu era una regió a la part més al nord de l'illa principal que correspon a l'actual prefectura d'Aomori. Mentre que els caràcters del nom no canviaren, la lectura oficial passà a la versió on'yomi Rikuō.